# Liste des volcans des Fidji
Cet article recense les volcans des Fidji. 

## Liste
| Nom        | Altitude | Dernière éruption | Coordonnées           |
| ---------- | -------- | ----------------- | --------------------- |
| Koro       | +00522,  | Holocène          | 17° 19′ S, 179° 24′ E |
| Nabukelevu | +00805,  | 1660 ± 30 ans     | 19° 07′ S, 177° 59′ E |
| Rotuma     | +00256,  | Holocène          | 12° 30′ S, 177° 51′ E |
| Taveuni    | +01 241, | 1550 ± 100 ans    | 16° 49′ S, 179° 58′ O |